# Turkmenische Alraune
Die Turkmenische Alraune (Mandragora turcomanica) ist eine Art aus der Gattung der Alraunen (Mandragora). Sie wurde 1942 von Olga Mizgirýowa erstbeschrieben.

## Beschreibung

### Vegetative Merkmale
Die Turkmenische Alraune ist eine ausdauernde Pflanze, die als bis zu 160 cm durchmessende Rosette auf dem Boden kriechend wächst. Die unteren Laubblätter sind bis zu 80 cm lang und 60 cm breit. Ihre Form ist breit elliptisch bis eiförmig. An der oberen Blatthälfte ist der Rand meist mit großen, unregelmäßig dreieckigen Zähnen mit einer Länge von bis zu 2 cm besetzt. Die oberen Laubblätter werden kleiner und sind langgestreckt eiförmig bis breit lanzettlich geformt und meist nicht mit Zähnen besetzt. Bei beiden Blattformen ist der Rand gekräuselt. Sowohl Blattober- als auch -unterseite sind kaum behaart. Die Blattoberfläche ist papillös gerunzelt, die Blattunterseite ist entlang der Blattadern sehr spärlich behaart, an jungen Blättern ist diese Behaarung noch deutlicher zu erkennen.

### Blüten
Die Blüten erscheinen einzeln bis zu dritt in den Achseln der Blätter. Sie stehen an schlanken, spärlich behaarten (selten nur 0,5) 2 bis 3 mm langen Blütenstielen, die sich an den Früchten auf bis zu 7 bis 18 cm verlängern. Der Kelch hat eine Länge von 15 bis 20 mm und ist mit eiförmig- oder dreieckig-lanzettlichen, spärlich behaarten Kelchzipfeln besetzt, die 10 bis 15 mm lang und 5 bis 8 mm breit werden. Sie sind nach vorn spitz zulaufend, zur Fruchtreife umschließen sie die Frucht auf 3/4 der Länge oder vollständig. Die Krone ist violett gefärbt, von der Basis gehen drei weiße Streifen die Krone hinauf und reichen bis zu ihrer Hälfte. Sie wird 20 bis 25 mm lang und besitzt leicht zurückgebogene, breit eiförmige, nahezu stumpf endende Kronzipfel, die etwa 15 mm lang und 10 bis 15 mm breit werden. Die Außenseite der Krone ist spärlich behaart.
Die Staubblätter sind etwa 10 mm lang, dabei sind die Staubfäden 7 mm und die Staubbeutel 4 mm lang. An der Basis der Staubfäden ist eine dichte, weiße Behaarung zu finden. Die Staubbeutel sind blass blau gefärbt. Der Griffel steht über die Staubblätter hinaus, die Narbe ist grün gefärbt.

### Früchte und Samen
Die Früchte sind kugelförmige Beeren, die einen Durchmesser von bis zu 6 cm erreichen können. Ihre Oberfläche ist glatt, glänzend und zur Reife orange-gelb gefärbt. Die Samen sind flach nierenförmig, 4 bis 5 mm breit, 6 bis 7 mm breit und gelb oder hellbraun gefärbt.

## Ökologie
Die Blütezeit der Turkmenischen Alraune reicht von Oktober bis März, wobei ein Teil der Individuen vor allem im Oktober und November blühen, ein anderer Teil im Februar bis Anfang März. Die Fruchtreife reicht bis in den Juli. Die heißen Sommermonate überbrückt die Pflanze in einer Dormanz, bis im Herbst die Regenfälle wieder einsetzen.

## Verbreitung und Standorte
Die Turkmenische Alraune ist im Kopet-Dagh-Gebirge Turkmenistans beheimatet, 2002 wurden auch einige Exemplare in Golestan (Iran) gefunden, wo sie vereinzelt als Nutzpflanze kultiviert wird. Die Pflanze ist stark vom Aussterben bedroht. Für Turkmenistan wurden 1978 weniger als 1000, 1994 nur noch 499 Exemplare angegeben und für den Iran 2002 50 Exemplare.
Die Standorte in Turkmenistan liegen an steinigen Geröllhängen in Dickichten aus Paliurus spina-christi und entlang trockener Flussläufe in Höhenlagen von etwa 500 bis 700 m.

## Verwendung
Von der turkmenischen Bevölkerung wird die Turkmenische Alraune als Medizinpflanze genutzt. Im Iran werden Blätter und Früchte als Lebensmittel genutzt, die Pflanze wird dort in Hausgärten angebaut. Der stark aromatische Geschmack der Früchte wird als „angenehm sauer, ein bisschen süßlich, mit schwachem unangenehmen Beigeschmack unreifer Tomaten“ beschrieben; sie verströmt einen „Geruch von Melonen, mit dem Geruch der Erdbeere gemischt“.

## Nachweise

### Hauptquelle
- I. A. Linczevsky: Mandragora. In: B. K. Schischkin und E. G. Bobrov (Hrsg.): Flora of the USSR: Solanaceae and Scrophulariaceae, Translated from Russian, Band 22, Smithsonian Institution Libraries, Washington D.C., USA, 1997. S. 67–68. Veröffentlichung der Originalausgabe: Akademiya Nauk SSSR, Moskau/Leningrad 1955.

## Weiterführende Literatur
- I. N. Chlopin: Mandragora turcomanica in der Geschichte der Orientalvölker. — Or. Lov., 11, 1980. S. 223–231.
- D. Kurbanov: Flora of Kopetdagh. In: Fet, V. & Atamuradov, K. I. (Hrsg.), Biogeography and Ecology of Turkmenistan, Dordrecht, 1994, S. 105–128.